# P. Szathmáry Károly
P. Szathmáry Károly, Péterfalvi Szathmáry Károly  (Szilágysomlyó, 1831. július 24. – Budapest, 1891. január 14.), a születési neve: Szathmáry Károly, író, tanár. A Kisfaludy Társaság és a Petőfi Társaság tagja. 1855-ben a Georgia utolsó királynője című regényének megjelenésekor a Vasárnapi Ujságban jelezte: „Félreértések kikerülése végett ezután megjelenendő műveimnél nevem előtt P. bötűt használok.”

## Életpályája
Művelt köznemes szülőktől származott. Iskoláit Zilahon, Somlyón és Kolozsvárott végezte, majd 1847-ben a királyi tábla írnoka lett. Részt vett az 1848–1849. évi forradalomban és szabadságharcban és több csatában küzdött; honvéd főhadnagy, utóbb egy utászcsapat vezetőtisztje lett, és Dévánál tette le a fegyvert. Emiatt a szabadságharc bukása után börtönbüntetést szenvedett. Kiszabadulása után előbb Máramarosra, majd Pestre ment, és egy magánintézetben tanított. 1853-ban és 1854-ben a polytechnikumon tanult, majd a bölcseletet végezte, és 1857-ben a pesti egyetemen bölcsészdoktori oklevelet szerzett. Ez idő alatt a Budapesti Viszhangnak, majd a Divatcsarnoknak volt segédszerkesztője.
1858-ban beutazta Nyugat-Európát. Ez év őszén Máramarosszigetre hívták meg tanárnak, ahol négy évig buzgón működött. Itt szerkesztette Szilágyi Istvánnal a Szigeti Albumot az 1859-ben leégett Sziget tűzkárosultjainak. Ezen időtől fogva csaknem minden évben megjelent egy regénye, melyeknek tárgyát többnyire a történelemből és nevezetesen az erdélyi fejedelmek korából vette, úgyhogy a történetnek eme szakát Jósika mellett ő népszerűsítette leginkább.
1862-ben Nagyenyedre hívták meg tanárnak, ahol békés, munkás életet élt és családot alapított. 1867-ben a párizsi világkiállítás pedagógiai és történelmi gyűjteményét tanulmányozta. Ugyanezen évben Tisza Kálmán a megoszlott balközéppárt egyik részének Hazánk c. hírlapja szerkesztésére hívta meg; amikor a lap másfél évvel később a két pártárnyalat egyesültekor megszűnt, Szathmáry 1870-ben A Hon munkatársa lett és maradt 1876-ig, amikor a Ludovika Akadémiában a történelem tanítását vállalta el.
1869–78-ban a nagyatádi kerület országgyűlési képviselője és 1878-tól az Országgyűlési Napló szerkesztője volt. 1869-ben a Kisfaludy Társaság, 1876-ban a Petőfi Társaság választotta tagjává. 1872-ben megalapította az Országos Kisdedóvó Egyesületet, amelynek 1877-ben elnöke és a hazai kisdedóvók miniszteri biztosa volt. Számos törvényjavaslatot készített a kisdedóvás érdekében. Sokirányú közéleti tevékenységet fejtett ki. Elnöke volt egy ideig a Magyar Pedagógiai Társaságnak is.
Mint szépirodalmi író a maga korában egyike volt a legtermékenyebbeknek. Első műve a Remény című folyóiratban jelent meg mint mutatvány Báthori Erzsébet című regényéből (1851). Ezt követően kevés kivétellel minden szépirodalmi lap, album, folyóirat, évkönyv, gyűjteményes munka és nagy naptár hozott tőle írásokat. A beszély elmélete című esztétikai munkája a Kisfaludy Társaság pályázatán első díjat nyert. 1855-től rendszeresen jelentek meg regényei, melyeknek tárgyát többnyire a történelemből, nevezetesen az erdélyi fejedelmek korából vette; a történelemnek ezt az időszakát Jósika Miklós mellett ő népszerűsítette leginkább.

## Munkáiból

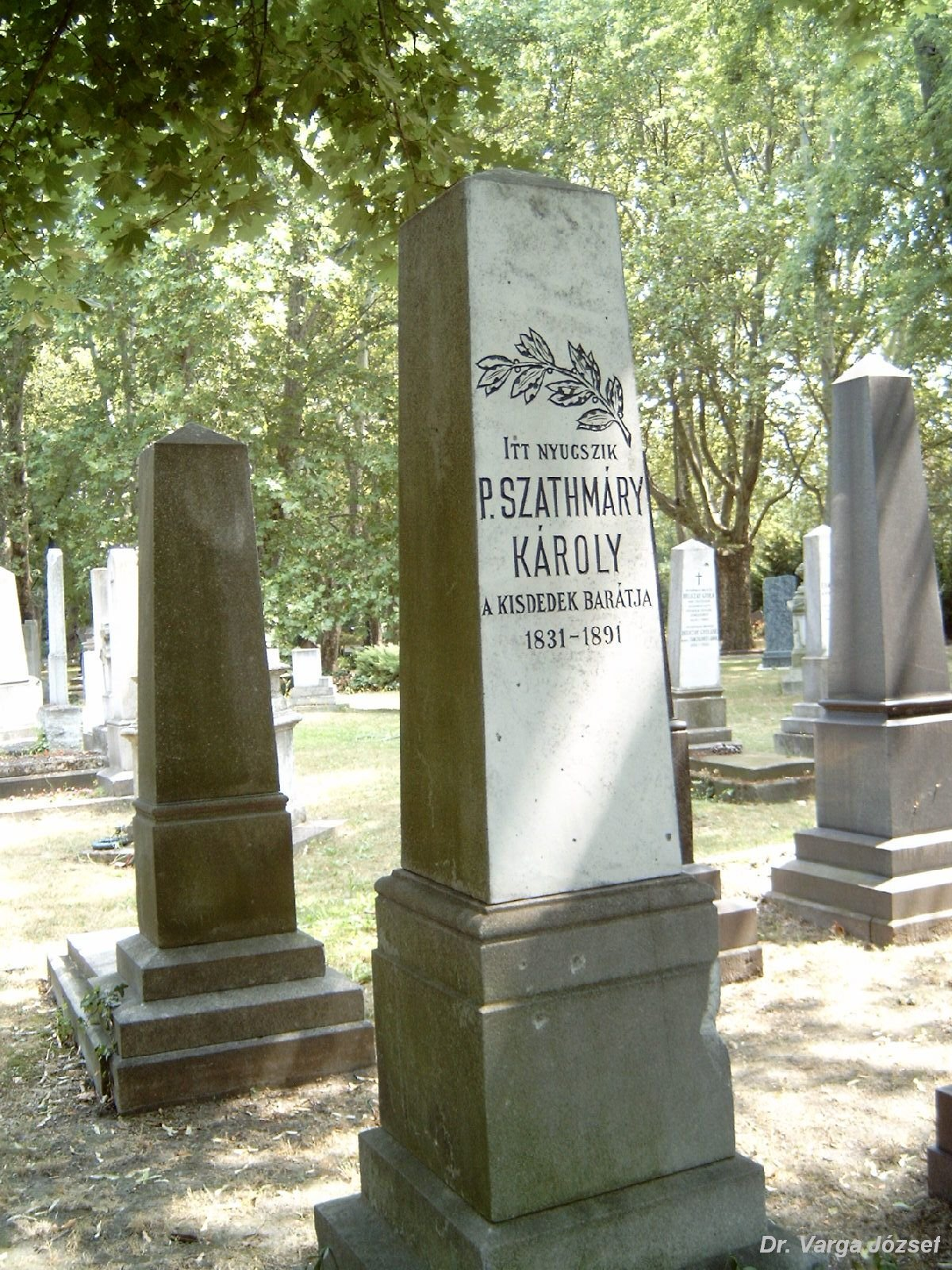
P. Szathmáry Károly sírja Budapesten. Fiumei úti sírkert: 34/1-1-11.

- P. Szathmáry Károly (1855. április 15.). „Georgia utolsó királynője I–II.” (magyar nyelven). Vasárnapi Ujság 2 (15), 113–115. o. (Hozzáférés: 2019. október 1.) (Regényes életrajz Cicisvili Mária grúz királynéról, XII. György grúz király özvegyéről folytatásokban)
- P. Szathmáry Károly (1855. április 22.). „Georgia utolsó királynője III.” (magyar nyelven). Vasárnapi Ujság 2 (16), 122–123. o. (Hozzáférés: 2019. október 1.)
- P. Szathmáry Károly: Georgia utolsó királynője IV. (magyar nyelven). Vasárnapi Ujság. [2019. október 1-i dátummal az eredetiből archiválva]. (Hozzáférés: 2019. október 1.)
- P. Szathmáry Károly (1855. május 6.). „Georgia utolsó királynője V–VI.” (magyar nyelven). Vasárnapi Ujság 2 (18), 137–139. o. [2019. október 1-i dátummal az eredetiből archiválva]. (Hozzáférés: 2019. október 1.)
- Sirály. Regény. Három kötet. Pest, 1855. (Meséje a mohácsi csata korából.)
- Samil. Regény. Két kötet. Pest, 1855. (Hőse az oroszok ellen hősiesen küzdő cserkesz vezér.)
- Magyarhon fénykora. Regény. Három kötet. Pest, 1857. (Hunyadi Mátyás kora.)
- Erdély vészcsillaga. Regény. Három kötet. Pest, 1857. (János Zsigmond kora.)
- Vetélytársak. Regény. Két kötet. Pest, 1858. (II. Rákóczi György kora.)
- Bethlen Miklós. Regény. Pest, 1858. (Apafi Mihály kora.)
- Izabella. Regény. Két kötet. Pest, 1859. (János Zsigmond kora.)
- A bujdosók. Regény. Két kötet. Pest, 1862. (II. Rákóczi Ferenc kora.)
- A kosztolányi hölgyek. Regény. Kolozsvár, 1862. (Hunyadi Mátyás kora.)
- Az ábrándozók. Regény. Két kötet. Pest, 1866. (I. Lipót kora.)
- Bethlen Gábor ifjúsága. Regény. Két kötet. Pest, 1866. (Az utolsó Báthoryak kora.)
- A nagyenyedi egyházkerités. 1868.
- A gyulafehérvár-nagyenyedi Bethlen-főtanoda története. Nagyenyed, 1968
- A beszély elmélete. Pest, 1868. (A Kisfaludy Társaság első díjával jutalmazott esztétikai pályamű.)
- Lukánusz. Szomorújáték. Pest, 1869. (Ezen kívül a Nemzeti Színházban színre került történeti drámái: A Kendiek, Csák Máté.)
- Az ország sebei. Regény. Négy kötet. Pest, 1871. (A szabadságharc kora.)
- Az emberi művelődés története. Három kötet. Budapest, 1876–1877. (Egykor nagyon kedvelt történeti munka a művelt közönség számára.)
- A szabad szó vértanui. Regény. Két kötet. Budapest, 1883. (Metternich kora Lovassy László tragikus történetével.)
- Egy névtelen hős története. Regény. Budapest, 1883. (A szabadságharc kora.)
- Tudósok harca. Regény. Két kötet. Budapest, 1883. (Apáczai Csere János kora.)
- Emlékeim. Szilágysomlyó, 1884. (Visszapillantás pályájára.)
- Rossz asszony várat veszt. Regényes korrajz. Budapest, 1885. (II. Rákóczi György kora.)
- Balassa Bálint. Regény. Budapest, 1887. (Hőse a költő.)
- Vitéz Holubár Vencel lovag története avagy se pénz, se posztó. Víggal elegy hősköltemény hat énekben. Budapest, 1887. (Tréfás hangú elbeszélő költemény a tökéletlen cseh bajnokról. A nép számára kibocsátott Jó Könyvek füzetei között jelent meg.)
- Mátyás király udvara. Víggal elegy hősköltemény hat énekben. Budapest, 1887. (Holubár Vencel tragikomikus kalandjainak folytatása. A ponyva számára még több más elbeszélő füzetet is írt a szerző.)
- Az asszony komédiája. Budapest, 1888. (Madách-utánzat, de alaphangja derűs. Hőse, Éva diadalmaskodik a férfin.)
- A legszebb hercegnő. Regény. Két kötet. Budapest, 1888. (Mária Terézia és a testőrírók kora.)
- A kiengesztelt átok. Regény. Budapest, 1892. (Romantikus történet a mai életből.)